# Christopher Atkins
Christopher Atkins (født 21. februar 1961) er en amerikansk skuespiller.